# D'Urville (Skupina otoka Joinville)
D'Urville je Antarktički otok. To je najsjeverniji otok u skupini otoka Joinville. Dug je 27 km, a leži neposredno sjeverno od otoka Joinville, od kojeg je odvojen kanalom Larsen.
Otok je 1902. godine ucrtala švedska antarktička ekspedicija pod vodstvom Otta Nordenskiölda, koji ga je nazvao po kapetanu Julesu Dumontu d'Urvilleu, francuskom istraživaču koji je otkrio skupinu otoka Joinville.
Prolaz Burden odvaja otok D'Urville od otoka Bransfield.